# Lomatia kalaharica
Lomatia kalaharica är en tvåvingeart som beskrevs av Hesse 1956. Lomatia kalaharica ingår i släktet Lomatia och familjen svävflugor.
Artens utbredningsområde är Botswana. Inga underarter finns listade i Catalogue of Life.